# Atomizzatore agricolo

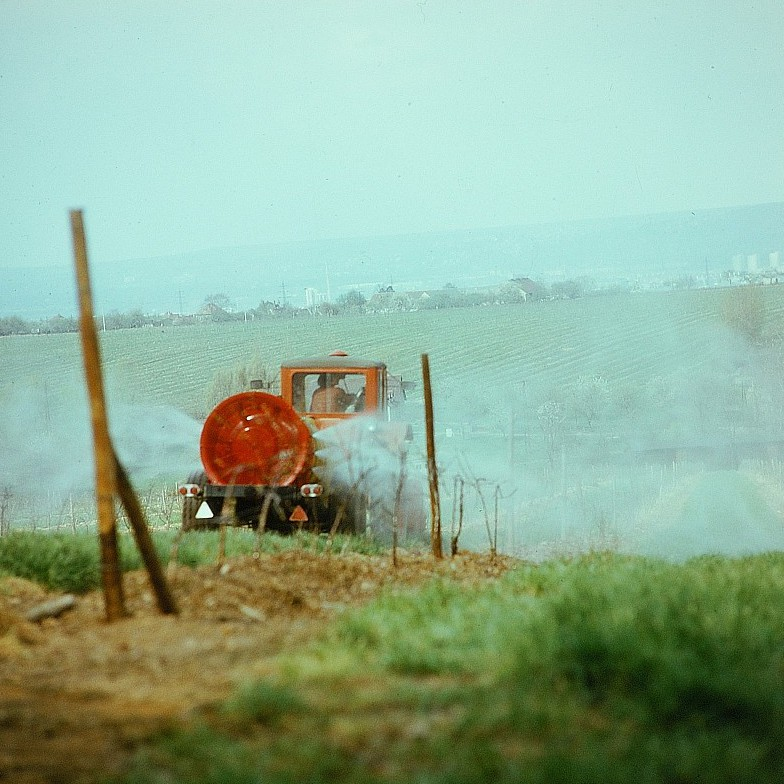
Atomizzatore agricolo trainato in azione.

L'atomizzatore agricolo (in inglese sprayer) è una macchina agricola utilizzata per fare trattamenti antiparassitari, concime fogliare e altro, utilizzato in colture in genere ed in particolar modo in frutteti a chioma, come ad esempio vite, ciliegio, melo, pero, pruno e olivo. 
Se dotato di barra irroratrice a terra, può essere usato anche per il diserbo delle coltivazioni erbacee.
Può essere, principalmente, di tipo portato, trainato o semovente.
Per le culture a spalliera tipo vigneto a guyot esistono degli atomizzatori scavallanti che coprono più di 2 filari su entrambi i lati.

## Descrizione

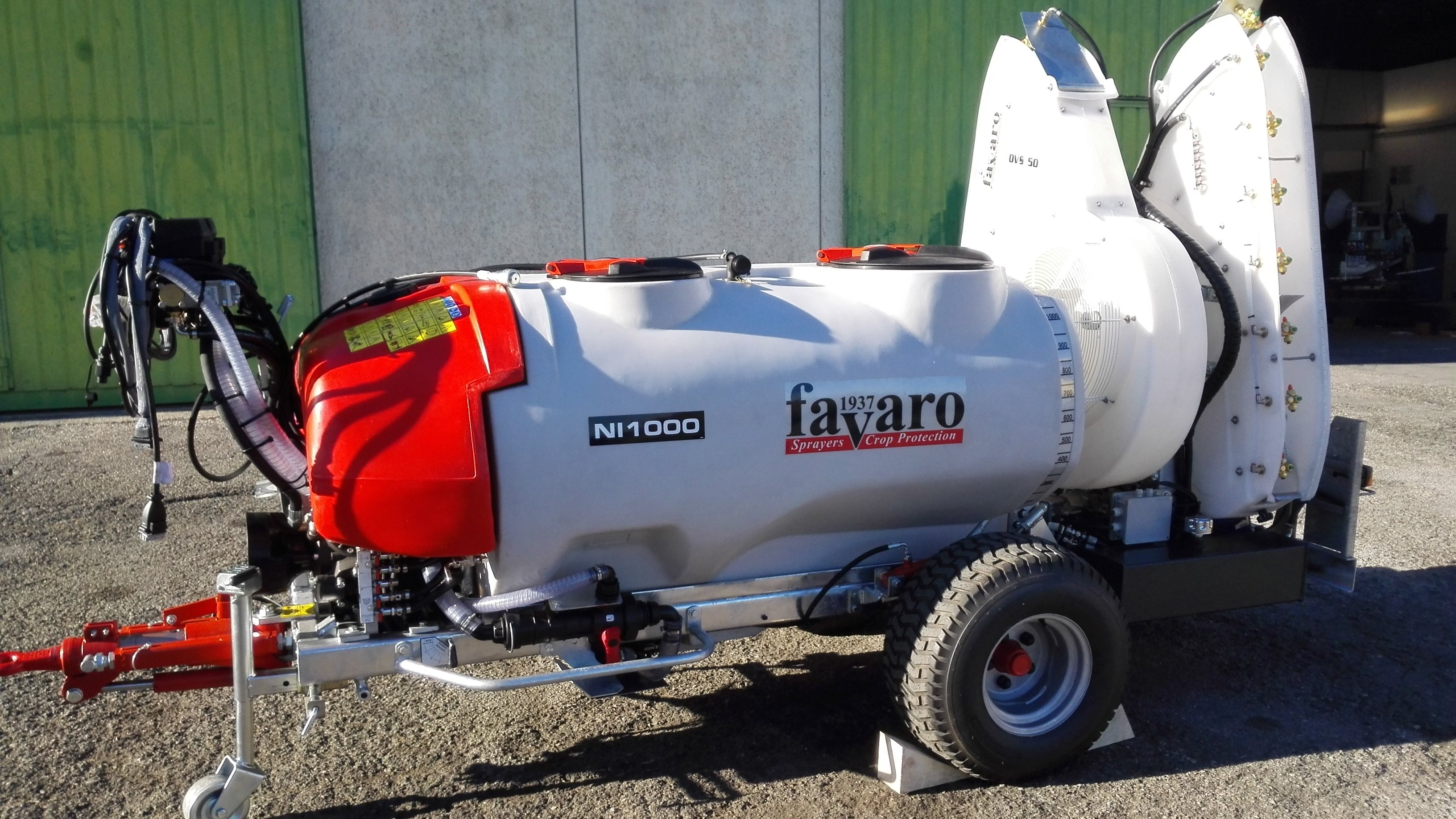
Atomizzatore tangenziale a doppia turbina trainato.

L'atomizzatore nebulizza la miscela antiparassitaria in acqua e la indirizza sulla coltura da trattare. 
Negli atomizzatori per aeroconvezione le gocce del composto, polverizzate dagli ugelli, vengono indirizzate sulla coltura da trattare tramite un flusso d'aria generato dal gruppo aspirazione aria/ventilatore.
Nei nebulizzatori agricoli un sistema pneumatico garantisce la nebulizzazione senza che ci siano necessariamente degli ugelli.

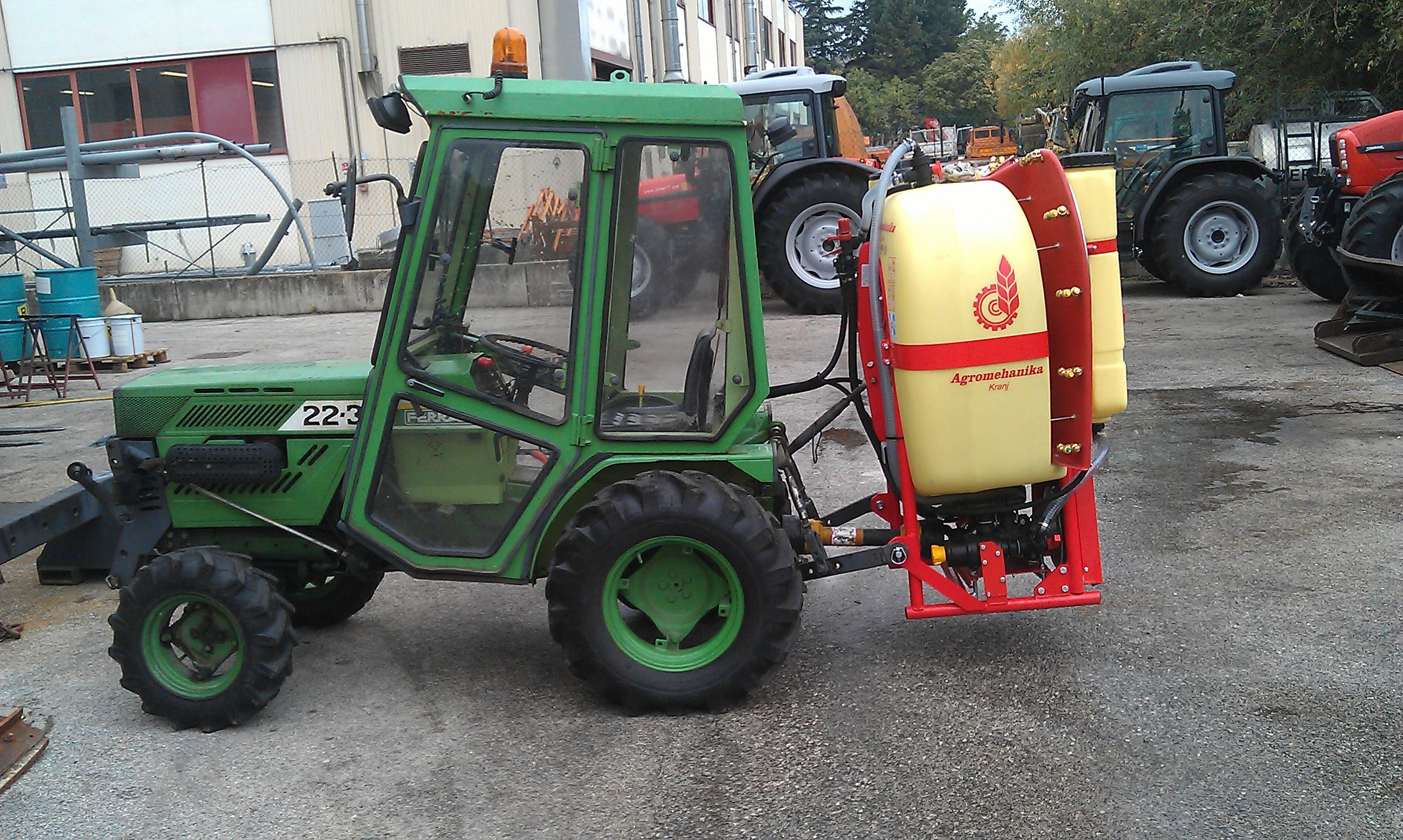
Atomizzatore portato.

L'atomizzatore portato si collega al trattore agricolo mediante attacco a tre punti, può essere semi-carrellato o senza ruote, ed è composto da una cisterna che solitamente varia da 200 a 800 litri, da un gruppo pompa (che può essere in ottone), da un sistema di aspirazione aria formato da una ventola di diametro che varia da 400 a 800 mm.
L'atomizzatore trainato si collega al trattore agricolo mediante gancio di traino ed è composto da una struttura a carrello su cui è fissata una cisterna che solitamente varia (nella versione frutteti) da 800 a 3000 litri, da un gruppo pompa (che può essere in ottone) che può garantire da 70 a 160 l/min e da un sistema di aspirazione aria formato da una ventola di diametro che varia da 400 a 800 mm.
L'atomizzatore sia portato che trainato può essere collegato a tutti i trattori da ~15 a oltre 100 hp dotati di presa di potenza 540 giri/min (a cui sono collegati tramite albero cardanico) proporzionalmente con il peso e le dimensioni e la potenza assorbita dall'attrezzo stesso.
Nell'atomizzatore semovente, la struttura composta da cisterna, gruppo pompa e gruppo aspirazione sono montati su una macchina, solitamente a 4 ruote, dotata di motore che oltre a provvedere al funzionamento dell'atomizzatore garantisce anche il movimento della macchina.

## Caratteristiche generali
Gli atomizzatori abitualmente consistono di:
-     un telaio autoportante in acciaio verniciato o zincato a caldo;
-     un serbatoio destinato a contenere il prodotto da distribuire;
-     una pompa ed i relativi circuiti di trasporto del liquido aventi il compito di prelevare il liquido stesso dal serbatoio e/o di caricarlo dell’energia necessaria all’irrorazione;
-     organi di distribuzione che provvedono alla suddivisione in piccole gocce (polverizzazione) della miscela e contribuiscono alla sua distribuzione sulle colture tramite flusso d'aria;
-     un serbatoio supplementare per il lavaggio e la pulizia di tutto l’impianto di distribuzione;
-     un serbatoio di acqua pulita per le necessità dell’operatore;
-     dispositivi di controllo e regolazione con la duplice funzione di regolare la dose tecnica ottimale di prodotto distribuito in campo e ridurre la deriva.
Per deriva si intende la quantità di prodotto che non colpisce la pianta, ma viene sospinta dal vento. Questo evento è particolarmente grave quando si è vicini ad altre culture o, peggio ancora, vicino ad abitazioni.

## Atomizzatore scavallante
Gli atomizzatori scavallanti servono negli impianti a spalliera per distribuire i prodotti in maniera mirata trattando in maniera completa i due filari in mezzo a cui si muove la trattrice. Oltre a dimezzare il tempo richiesto per trattare l'unità di superficie, quando muniti di sistema di recupero della deriva, questa tipologia di macchine permette notevole risparmio di prodotto distribuito, è la quasi totale assenza di deriva. L'efficienza del sistema di recupero della deriva è variabile in funzione del vigore vegetativo dei filari trattati. Sarà massimo durante i primi trattamenti quando poche foglie son presenti sui tralci.

## Atomizzatore a lunga gittata

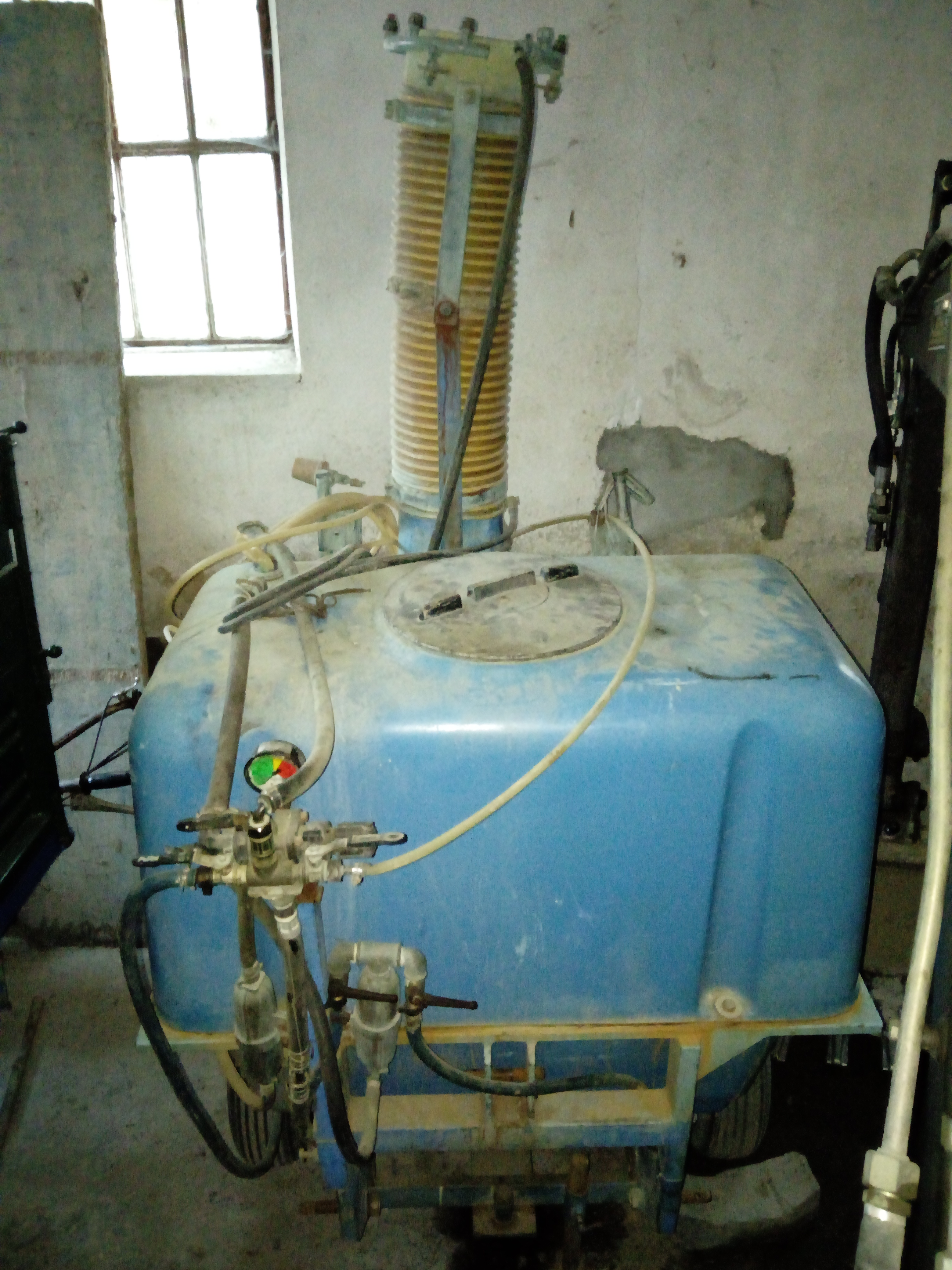
Particolare di un Atomizzatore agricolo a lunga gittata.

Gli atomizzatori a lunga gittata (chiamati anche a cannone) sono spesso utilizzati nelle culture a cui non è consentito l'accesso alla macchina agricola (come nel caso degli impianti viticoli di vecchia concezione, chiamati anche di "Agricoltura eroica") o dove l'impiego del prodotto viene distribuito in una zona molto vasta o in coltivazioni molto alte (come nel caso delle Nocciole) tali che l'utilizzo di un atomizzatore "tradizionale" non avrebbe efficacia. 
Come evince il nome, questa tipologia di atomizzatore è fornita sul posteriore (o in alcuni casi lateralmente) di una lunga tubazione fatta in acciaio per i modelli fissi, e in gomma per quelli che possiedono uno snodo, mosso da un pistone idraulico o una cremagliera.
All'interno della tubazione, durante il lavoro vi è un flusso d'aria generato da una ventola centrifuga posta centralmente e collegata alla presa di forza; nella parte terminale del cannone è presente una corona di ugelli posta circolarmente sul perimetro del tubo, in questo modo fa sì che il prodotto venga "sparato" in maniera uniforme per una distanza assai elevata, inoltre sono presenti due barre di ugelli per distribuire il prodotto a distanze ridotte (normalmente non sono ventilati).
Il difetto di questa tipologia è l'abbondante deriva causata dallo stesso cannone.

## Ugelli
Gli ugelli o spruzzatori sono la parte più importante di qualunque tipo di atomizzatore agricolo essi determinano la modalità e la quantità di miscela.
Esistono molti tipi di ugelli ma attualmente vengono montati principalmente 2 tipi a piastrina o ceramici. Quest'ultimo tipo viene comunemente identificato con il nome Albuz nome della prima ditta produttrice.
La caratteristica principale di un ugello è la portata, normalmente espressa in l/min.
Per determinare la porta di un ugello, e quindi quale ugello scegliere, si deve utilizzare la seguente formula:
{\displaystyle q={\frac {Vol\cdot vel\cdot d}{n\cdot 600}}}
dove:
- {\displaystyle q=} è la portata dell'ugello normalmente espressa in [l/min]
- {\displaystyle Vol=} è la quantità di acqua per ettaro [lt/ha]
- {\displaystyle vel=} è la velocità del trattore in [km/h]
- {\displaystyle d=} è la distanza tra le file in [m]
- {\displaystyle n=} è il numero di ugelli
- infine {\displaystyle 600} è il coeffciente di conversione tra ora [h] e minuto [min]

Esempio: per il trattamento a volume normale in un vigneto a pergola 1000 l/ha, velocità di avanzamento 6 km/h, distanza tra le file 3,2 m, atomizzatore con 10 ugelli (5 per lato).
{\displaystyle \displaystyle q={\frac {1000\;{\frac {l}{ha}}\cdot 6\;{\frac {km}{h}}\cdot 3,2\;m}{10\cdot 600}}=3,2\;{\frac {l}{min}}}